# Déjà vu
För andra betydelser, se Déjà vu (olika betydelser).
Déjà vu (franska för "redan sett"; franskt uttal: [deʒa vy]; [deʃaˈvyː] – desja vy) eller paramnesi är ett kognitivt fenomen som innebär att en person har en falsk eller opassande känsla av igenkänning inför en ny händelse, en ny situation, en obekant person eller en okänd plats som personen inte kan känna igen. Det påminner om flashback, men saknar en grund i ett sant minne.
Uttrycket "déjù vu" kommer från franskan och myntades av Émile Boirac (1876). En tidig definition av upplevelsen är att den var ett drömtillstånd. Det klassificeras olika i litteraturen, som en minneshallucination, en psykisk störning eller en illusion.
Undersökningar har visat att uppskattningsvis två tredjedelar av alla människor har upplevt minst en händelse av déjà vu-karaktär, och i en avsevärd del av fallen förekommer det tillsammans med depersonalisation eller jamais vu, franska för "aldrig sett". Det är vanligare bland yngre än äldre, är lika vanligt bland könen (vissa studier tyder på att det är vanligare bland kvinnor), är vanligare bland akademiker än outbildade, samt bland människor som reser ofta. Det förekommer som symptom på schizofreni, aura vid temporallobsepilepsi och annan epilepsi, affektiva störningar, dissociativa störningar, sömnproblem, stress, drogmissbruk och som biverkning av läkemedel med mera. Det är dock mindre vanligt att neurotiska människor har det än genomsnittet. Somliga med upplevelserna uppfattar dem som paranormala erfarenheter.
Déjà vu-upplevelser kan skapas genom elektrisk stimulering av hjärnbarken. En neurologisk förklaring till upplevelserna är att de skulle kunna uppkomma vid kortvariga neurologiska funktionsbortfall för tidsuppfattningen, i temporalloben. En annan förklaring är att minnet uppfattar någon strukturell likhet med det upplevda, och personen tolkar denna likhet som en igenkänning. En tredje förklaring är att déjà vu-upplevelser uppkommer när två kognitiva processer, som normalt samverkar, hamnar i obalans.